# Rhyacophila kubra
Rhyacophila kubra är en nattsländeart som beskrevs av Schmid 1970. Rhyacophila kubra ingår i släktet Rhyacophila och familjen rovnattsländor. Inga underarter finns listade i Catalogue of Life.